# Alessandra Perilli
Alessandra Perilli (Rimini, 1 april 1988) is een San Marinees sportschutter. Ze nam deel aan drie Olympische Spelen en won daarbij op de uitgestelde Spelen van 2020 een bronzen medaille op het onderdeel trap. Deze medaille was de eerste medaille voor haar land op de Olympische Spelen ooit. Amper twee dagen later verbeterde Perilli haar olympische prestatie door samen met Gian Marco Berti op het onderdeel trap gemengd de finale te halen, waarmee ten minste zilver en daarmee de tweede olympische medaille voor San Marino bewerkstelligd werd. Uiteindelijk werd de finale met 40 om 41 punten verloren van Spanje. 
Eerder, op de Spelen van 2012 was ze de vlaggendraagster en werd ze al eens vierde. Perilli heeft een tien jaar oudere zus Arianna, eveneens professioneel schutter.
Perilli werd geboren in Italië, maar kon via haar moeder uit San Marino uitkomen voor dat land.